# SN 2009fx
SN 2009fx – supernowa typu Ia-pec odkryta 29 maja 2009 roku w galaktyce A165311+2357. W momencie odkrycia miała maksymalną jasność 18,50m.